# Antwerp Giants in het seizoen 2024/25
Het seizoen 2024/2025 was het 30e jaar in het bestaan van de Antwerpse basketbalclub Antwerp Giants. De club kwam uit in de BNXT League.

## Seizoen
Antwerp speelde voor een vierde seizoen in de BNXT League. Na het vorige seizoen verlieten volgende spelers de club: Keevan Veinot, Justice Sueing, Roby Rogiers, Jean-Marc Mwema, Nikola Jovanović, Jackson Kreuser, Seppe Willems en Rasir Bolton. Daarnaast vertrokken ook coach Ivica Skelin en assistent-coach Guy Muya, zij werden vervangen door Geert Hammink en Jill Lorent. Nieuwe spelers werden de Belgen Kevin Tumba, Arne Schrevens en Elias Lasisi, de Amerikanen Michael Flowers, Kyle Foster, Will Baker en Mike Moore en de Bulgaar Ivan Alipiev.
Na amper een speeldag werd hoofdcoach Geert Hammink ontslagen en assistent-coach Jill Lorent nam over als interim-coach. In november 2024 verliet aanvoerder Jo Van Buggenhout de club, hij werd vervangen door de Amerikaan Clarence Daniels. In november 2024 verliet Will Baker de club om persoonlijke redenen en werd met Ja'von Franklin een nieuwe speler gehaald. Nog in november tekende Stefan Pot bij de Giants. Net voor de start van het nieuwe jaar tekende Laurent Monier als assistent-coach bij de Giants. In januari 2025 verliet de Bulgaar Ivan Alipiev de poeg.
Midden februari 2025 keerde Roel Moors terug als hoofdcoach van de Giants en moest Jill Lorent plaatsmaken. Christophe Beghin keerde terug als assistent-coach van Moors. Begin maart 2025 tekende Symir Torrence bij de Giants. Jill Lorent en Laurent Monier moesten in april 2025 vertrekken.
Antwerpen won in de beker van België van BC Mailleux Comblain en Limburg United maar verloor in de halve finale tegen latere bekerwinnaar BC Oostende. In de reguliere fase van de BNXT League werden de Giants zesde hierdoor kwalificeerde ze zich voor de nationale play-offs. Hierin verloren de Giants van Oostende na drie wedstrijden.

### Europees basketbal
De Antwerp Giants namen deel aan de kwalificaties voor de Basketball Champions League waar ze verloren van BC Andorra uit Andorra in de kwartfinale van hun kwalificatietoernooi. Ze namen hierna deel aan FIBA Europe Cup waar ze derde werden in het reguliere seizoen in hun groep met het Franse Cholet Basket, het Zwitserse Fribourg Olympic Basket en het Roemeense CSM Constanța. Hierdoor waren ze uitgeschakeld.

## Selectie
Antwerp Giants ·
Brussels Basketball ·
Den Helder Suns ·
Donar ·
Feyenoord ·
Heroes Den Bosch ·
Kangoeroes Basket Mechelen ·
Kortrijk Spurs ·
Landstede Hammers ·
Leuven Bears ·
Limburg United ·
LWD Basket ·
Okapi Aalst ·
Oostende ·
PrismaWorx BAL ·
Spirou Charleroi ·
QSTA United ·
Union Mons-Hainaut ·
ZZ Leiden